# Лев Карсавин
Лев (Лео) Платонович Карсавин (рус. Лев Платонович Карсавин; 13. децембар 1882 — 17. или 20. јул 1952) био је  руски религиозни филозоф, историчар и песник.

## Биографија

### Ране године
Лев Платонович Карсавин је рођен у породици Платона Константиновича Карсавина, балетског глумца Маријинског театра, и његове супруге Ане Јосифовне, рођене Хомјакове, ћерке рођака Алексеја Хомјакова, познатог словенофила. Био је брат балерине Тамаре Карсавине.
Био је студент Ивана Гревса. Дипломирао је на Историјско-филолошком факултету Санкт Петербургског државног универзитета. Од 1909. предавао је на Петроградском историјско-филолошком институту (професор од 1912, инспектор од 1914) и на Бестужевским курсевима. Био је приватни доцент Царског универзитета у Санкт Петербургу (од 1912), затим професор (од 1916).
Његов магистарски рад је монографија под насловом Есеји о религиозном животу у Италији у 12. и 13. веку (1912; одбранио 1913). Његова докторска теза је Основе средњовековне религиозности у 12. до 13. веку, углавном у Италији (1915; одбранио 1916).
Био је члан петроградског Братства Свете Софије (1918–1922). Био је један од оснивача Слободне Филозофске Асоцијације (1919–1924). Године 1920. постао је један од оснивача Издавачке куће Петрополис и један од оснивача и професора Петроградског Теолошког Института. Године 1921. изабран је за професора друштвено-педагошког и правног одсека Факултета друштвених наука на Петроградском универзитету и за председника његовог социјално-педагошког одељења.
У августу 1922. године је ухапшен и осуђен на прогонство у иностранству без права на повратак. Пуштен је непосредно пре протеривања.

### Емиграција и евроазијство
Карсавин је протеран у новембру 1922, заједно са групом од четрдесет пет научних и културних личности ( Николај Берђајев, Сергеј Булгаков, Семјон Франк, Иван Иљин и други) и члановима њихових породица у Немачку. У Берлину је изабран за заменика председника Бироа Руске академске уније у Немачкој, а постао је један од организатора и члан Руског научног института. Био је суоснивач (заједно са Нестором Котљаревским ) издавачке куће Обелиск. Од 1926. живео је у Кламару код Париза. Карсавин се придружио евроазијском покрету: водио је Евроазијски семинар у Паризу и био члан уредништва листа Евроазија (1928-1929) и његов водећи аутор, учествовао је и у евроазијским компилацијама.

### Литванија
Крајем 1927. Карсавин је позван да преузме катедру опште историје на Универзитету Витаутас Велики у Каунасу . Живео је у Каунасу од 1928. године. Од 1928. до 1940. био је професор опште историје на универзитету (од 1929. предавао је на литванском). Након што је Литванија постала део СССР-а, остао је. Преласком Факултета хуманистичких наука универзитета у Вилњус 1940. године, постао је професор на Универзитету у Виљнусу. Од 1941. истовремено је предавао на Академији уметности у Вилнусу. Кратко време је радио у Народном музеју уметности .
Док је живео у Литванији, уређивао је академске публикације и објавио своје књиге на руском језику О личности (1929) и Песма о смрти (1931). Објављивао је и радове на литванском. То укључује Теорију историје (1929), фундаменталну петотомну студију Историја европске културе (1931–1937) и неколико десетина чланака о средњовековној филозофији и теологији у енциклопедији Lietuviškoji enciklopedija и часописима.

### Хапшење и смрт
Совјетске власти су га 1944. суспендовале да предаје на Универзитету у Виљнусу и отпустиле га из музеја. 1949. је отпуштен и са Академије уметности. Карсавин је ухапшен и оптужен да је „учествовао у антисовјетском евроазијском покрету и припремао се за рушење совјетске државе“. Министарство државне безбедности га је у марту 1950. године осудило на десет година рада у логорима. Преминуо је од туберкулозе у специјалном кампу за инвалиде у насељу Абез, Република Коми.

## Комеморација
У децембру 1992. године, поводом његове 110. годишњице рођења, на кући у улици Кревос 7 у Каунасу, где је Карсавин живео 1935–1940, постављена је спомен-плоча. Садашња школа Жалиакалнис Прогимнасиум у Каунасу носила је име по Карсавину од 1994. до 2008. године, а школа у Виљнусу је добила његово име 1996.
Октобра 2005. двојезична мермерна спомен плоча вајара Ромулдаса Квинтаса постављена је на фасади куће у улици Диџиоји у Виљнусу, где је Карсавин живео од 1940. до 1949. Фебруара 2006. постављена је спомен-плоча на такозваној „професорској кући“ (улица Жемуогиу 6) у Каунасу у знак сећања на професоре Универзитета Витаутас Магнус који су живели у згради, помињући Карсавина који је ту живео 1928–1929.
Историја европске културе и друга његова дела су поново објављена на литванском језику . Одабрани трактати и поезија укључени су у литванско издање које је саставио песник и преводилац Алфонсаса Букотнаса. Објављена је и књига Карсавинових сонета и терцета у преводу Буконтаса, са паралелним текстом на руском језику.

### Филозофија
Карсавин је развио посебну верзију филозофије све-јединства примењену на проблем личности, методологију историје, историју културе, гносеологију, етику и социологију . Тежио је стварању интегралног система хришћанског погледа на свет. Ослонио се на ранохришћанска учења (Патристика, Ориген) и руску религиозну философију, посебно традицију Владимира Соловјева  За Карсавина, идеја свејединства је схватана као динамички принцип формирања бића и као основна категорија историјског процеса која лежи у срцу историозофије.
Једно од главних места у његовим списима заузима концепт људске личности. Карсавин је сматрао да је развој људске личности уско повезан са процесом њеног обожења. Стога је једно од питања које је занимало филозофа било питање да ли је дете личност. Према Карсавину, особа са развијеном личношћу, која ју је саставила из фрагментираног стања које карактерише савремено доба, постаје духовна и приближава се Богу, али нема начина да допре до Њега.
Карсавин концепт личности повезан је са појмом бића. Она се схвата као врховно постојање у Богу, док се стварни, земаљски живот назива бивание (присуство; присуство), што наглашава његову коначност, његову несавршеност. Дакле, човек, рођен на овом свету, још није личност у оном смислу како је Карсавин разумео. Они су само нека врста „празнина” или „супстрата” који би потенцијално могли да се приближе стању појединца. Међутим, они могу постати део Божанске Ипостаси тако што ће своје животе посветити процесу обожења, односно егзистенцији аналогној Христовом животу. Такође, када се постане личност, не треба тежити нечему јединственом. Личност се развија у човеку кроз процес интернализације заједничких божанских вредности. Овде је уочљива идеја свејединства, јер појединци, с једне стране поседујући извесну природну индивидуалност, интернализују исте више вредности, и поред тога, свој живот усмеравају ка универзалном циљу.
Свеукупност личности које теже Богу филозоф схвата као „симфонијску“ или соборску личност. Овде се Карсавин ослањао на традицију одраза „Човека првог створења“ која сеже до Григорија Ниског.

## Дела
- From the History of the Spiritual Culture of the Falling Roman Empire. The Political Views of Sidonius Apollinaris — file (in Russian): Из истории духовной культуры падающей римской империи. Политические взгляды Сидония Аполлинария. Petersburg. 1908.
- Essays on Religious Life in Italy in the 12th and 13th centuries. Очерки религиозной жизни в Италии XII—XIII вв. СПБ. 1912.
- Monasticism in the Middle Ages. Монашество в Средние века. — СПб.: Брокгауз и Ефрон, 1912. — [2], 109, [1] p. PDF
- The Foundations of Medieval Religiosity in the 12th to 13th centuries, mainly in Italy — Основы средневековой религиозности в XII—XIII веках преимущественно в Италии. — Petersburg. Nauchnoe delo publishing house. 1915. — XVI, 360 p.
- Culture of the Middle Ages — Культура средних веков. Petersburg. 1914.
- Introduction to History — Введение в историю. Petersburg. 1920.
- East, West, and the Russian Idea  —  Восток, Запад и русская идея, Petersburg. 1922. — 80 p.
- G. Bruno. Дж. Бруно. Berlin. 1923.
- Philosophy of History — Философия истории. Berlin. 1923.
- On the Beginnings — О началах. Berlin. 1925.
- Response to Berdyaev's Article on the Eurasians — Ответ на статью Бердяева об евразийцах. // The magazine Put' ("Path"). — 1926. — #2. — p. 124—127
- An Apologetic Study — Апологетический этюд. // The magazine Put'. — 1926. — #3. — p. 29-45
- On the Perils and Overcoming of Abstract Christianity — Об опасностях и преодолении отвлеченного христианства. // The magazine Put'. — 1927. — #6. — p. 32-49
- Prolegomena to the Doctrine of Personality — Пролегомены к учению о личности. // The magazine Put'. — 1928. — #12. — p. 32-46
- Perí archon. Ideen zur christlichen Metaphysik. Memel, 1928.
- On Personality — О личности. Kaunas, 1929.
- A Poem on Death — Поэма о смерти. 1931.
- The History of European Culture — Europos kultūros istorija. Kaunas, 1931–1937.
- The Path of Orthodoxy — Путь православия. Berlin, 1923.
- St. Augustine and Our Age — Святой Августин и наша эпоха. // Symbol. — 1992. — #28. — p. 233—241